# ISO/IEC 9995

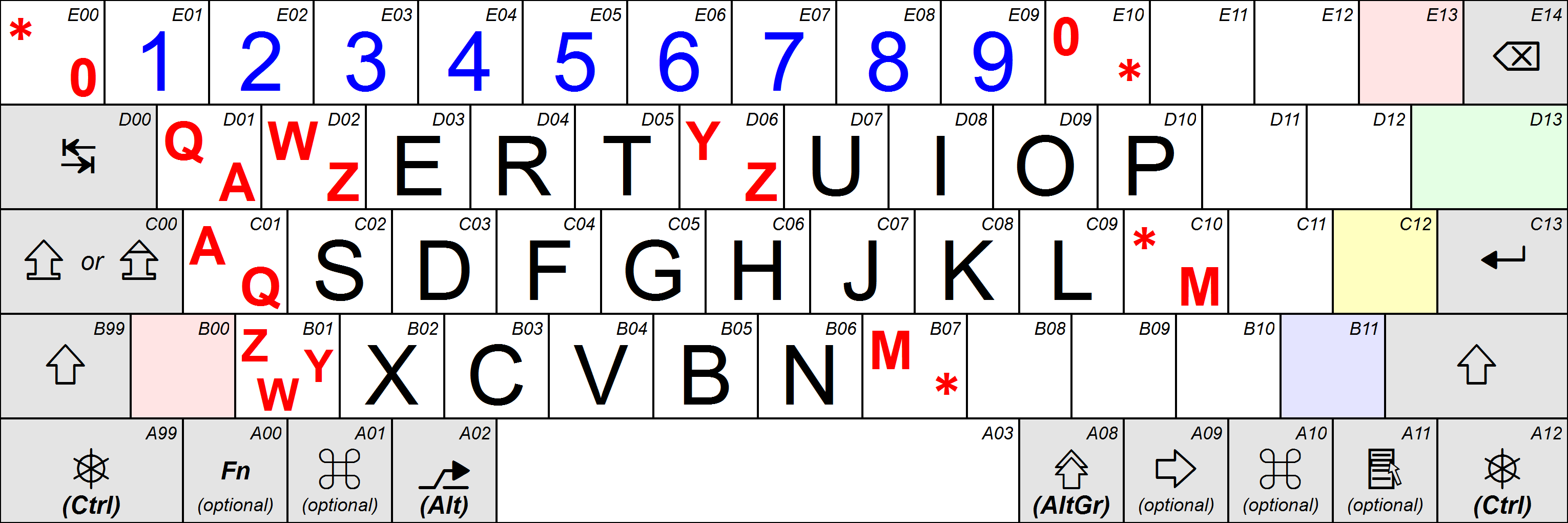
Tastiera alfanumerica conforme allo standard ISO/IEC 9995-2

ISO/IEC 9995 Information technology -- Keyboard layouts for text and office systems è uno standard ISO che definisce le caratteristiche relative alla progettazione e il disegno delle tastiere. Lo scopo della norma è quello di permettere agli utenti di riconoscere i tasti a prescindere dalla lingua.
La norma è divisa in varie parti, tra cui lo standard ISO 9995-7 che contiene i pittogrammi contenuti nel blocco Miscellaneous Technical. Il gruppo di lavoro è denominato ISO/IEC JTC 1/SC 35/WG 1.